# Arcidiecéze Abidžan
Arcidiecéze Abidžan je metropolitní arcidiecéze římskokatolické církve nacházející se v Pobřeží slonoviny.

## Území
Arcidiecéze zahrnuje město Abidžan, kde se nachází hlavní chrám katedrála sv. Pavla.
Rozděluje se do 67 farností. K roku 2012 měla 2 043 000 věřících, 204 diecézních kněží, 72 řeholních kněží, 514 řeholníků a 308 řeholnic.

### Církevní provincie
Církevní provincie Abidžan vznikla roku 1955 a má 3 sufragánní diecéze:
- diecéze Agboville
- diecéze Grand-Bassam
- diecéze Yopougon

## Historie
Dne 28. června 1895 byla vytvořena apoštolská prefektura Costa d'Avorio, a to z části území apoštolské prefektury Gold Coast.
Dne 17. listopadu 1911 byla prefektura povýšena na apoštolský vikariát Costa d'Avorio, a z části jeho území byla vytvořena apoštolská prefektura Korhogo.
Dne 9. dubna 1940 byl vikariát přejmenován na Abidžan a z části jeho území byl vytvořen apoštolský vikariát Sassandra.
Dne 17. května 1951 dal část svojího území k vytvoření apoštolského vikariátu Bouaké.
Dne 14. září 1955 byl vikariát bulou Dum tantis papeže Pia XII. povýšen na metropolitní arcidiecézi.
Dne 13. září 1963 byla z části jejího území vytvořena diecéze Abengourou.
Dne 8. června 1982 byly z dalších částí vytvořeny diecéze Grand-Bassam a diecéze Yopougon.

## Seznam biskupů
- Jules-Joseph Moury, S.M.A. (1910–1935)
- François Person, S.M.A. (1935–1938)
- Jean-Baptiste Boivin, S.M.A. (1939–1959)
- Bernard Yago (1960–1994)
- Bernard Agré (1994–2006)
- Jean-Pierre Kutwa (2006–2024)
- Ignace Bessi Dogbo (od 2024)